# Орден «Зірка Югославії»
Орден Югославської зірки (серб. Орден југословенске звезде) — вища державна нагорода Соціалістичної Федеративної Республіки Югославія.

## Ступені
Має 4 ступеня:
- Орден Югославської Великої Зірки (Orden jugoslovenske velike zvezde)
- Орден Югославської Зірки з лентою (Orden jugoslovenske zvezde sa lentom)
- Орден Югославської зірки з золотим вінком (Orden jugoslovenske zvezde sa zlatnim vencem)
- Орден Югославської зірки (Orden jugoslovenske zvezde na ogrlici)

## Орден Югославської великої зірки
Вручався главам іноземних держав за зміцнення зв'язків з СФРЮ, за видатний внесок у розвиток і зміцнення мирного співробітництва Югославії з іншими країнами, а також вищим керівникам Югославії.
Виробництво — IKOM (Загреб).
Стрічка ордена — муарова, фіолетового кольору, шириною 100 мм.
Знак ордена — 54 мм, золото, діаманти, емалева або рубінова зірочка.
Зірка ордена — 90 мм, золото, срібло, 10 діамантів, 45 рубінів, зірочка емалева або рубінова.
До 1985 року вручено 127 орденів, у тому числі:
115 — іноземці;
12 — громадяни Югославії.

## Орден Югославської зірки зі стрічкою
Вручався за зміцнення зв'язків з СФРЮ, за видатний внесок у розвиток і зміцнення мирного співробітництва Югославії з іншими країнами. Нагороджувалися голови урядів і парламентів іноземних держав, престолонаслідники, а також високопоставлені громадяни Югославії.
Виробництво — IKOM (Загреб).
Стрічка ордена — муарова, фіолетового кольору, шириною 100 мм.
Знак ордена — 60 мм, срібло, емалева зірочка або з рубінів.
Зірка ордена — 80 мм, срібло, зірочка емалева або з рубінів.
159 нагороджень, у тому числі 66 — громадяни Югославії.

## Орден Югославської зірки з золотим вінком
Вручався за зміцнення зв'язків з СФРЮ, за видатний внесок у розвиток і зміцнення мирного співробітництва Югославії з іншими країнами. Нагороджувалися секретарі парламентів, міністри, губернатори, мери міст іноземних держав.
Виробництво — IKOM (Загреб).
Шийна стрічка — муарова, фіолетового кольору, шириною 36 мм.
Знак ордена — 55×60 мм, срібло, зірочка емалева або з рубінів.
Зірка ордена — 80 мм, срібло, зірочка емалева або з рубінів.
320 нагороджень.

## Орден Югославської зірки (III ступінь)
Вручався за зміцнення зв'язків з СФРЮ, за видатний внесок у розвиток і зміцнення мирного співробітництва Югославії з іншими країнами. Нагороджувалися заступники міністрів, секретарі посольств.
Виробництво — IKOM (Загреб).
Шийна стрічка — муарова, фіолетового кольору, шириною 36 мм.
Знак ордена — 50×58 мм. Срібло.
322 нагородження.